# 23315 Navinbrian
23315 Navinbrian este un asteroid din centura principală de asteroizi.

## Descriere
23315 Navinbrian este un asteroid din centura principală de asteroizi. A fost descoperit pe 19 ianuarie 2001 la Socorro, New Mexico, în cadrul proiectului LINEAR. Asteroidul prezintă o orbită caracterizată de o semiaxă mare de 3,05 ua, o excentricitate de 0,10 și o înclinație de 8,1° în raport cu ecliptica.